# Lega Pro Seconda Divisione 2011/2012
Soutěžní ročník Lega Pro Seconda Divisione 2011/12 byl 34. ročník čtvrté nejvyšší italské fotbalové ligy. Soutěž začala 23. srpna 2011 a skončila 6. května 2012. Účastnilo se jí celkem 41 týmů rozdělené do dvou skupin. Z každé skupiny postoupili první dva přímo do třetí ligy, třetí postupující se probojoval přes play off.